# Пищевые красители

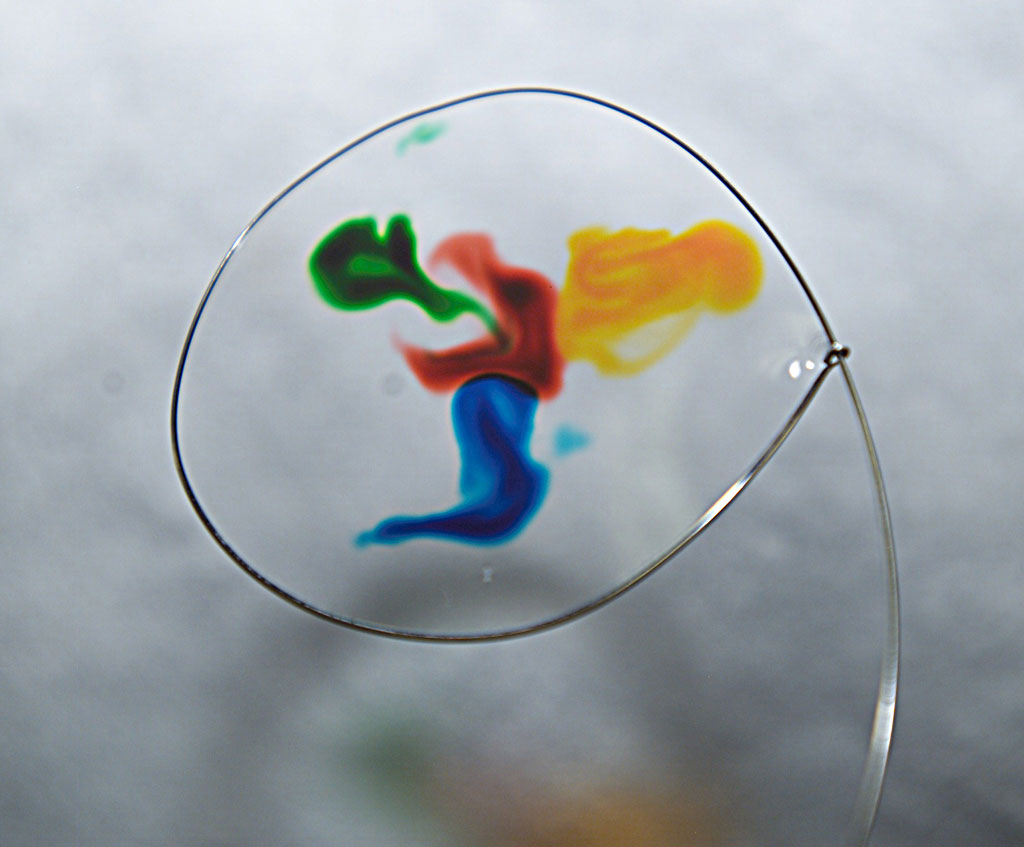
Пищевые красители, растворяющиеся в тонкой водяной плёнке

Пищевы́е краси́тели — разновидность пищевых добавок, группа природных и синтетических красителей, пригодных для окрашивания пищевых продуктов.

## История
Несмотря на то, что окрашивание не относится к основным требованиям к пище, давно было известно, что её употребление в окрашенном виде для человека является более предпочтительным и приятным. С течением времени окрашивание стали часто использовать для кондитерских продуктов, напитков, колбасного фарша, растительных, животных масел и жиров. Традиционно для этого применялись естественные красящие вещества, многие из которых по-прежнему остались в употреблении в роли пищевых красителей. К таким веществам относятся, например, куркумин, шафран, кармин, хлорофилл и ряд других. С развитием химии синтетических красителей многие из синтезированных соединений стали также употреблять для пищевых целей, так как они обладали широким спектром оттенков, простотой использования, и, что немаловажно — дешевизной. Тем не менее, токсичность и побочные эффекты искусственных красителей сильно ограничили их распространение и потребовали введения регулирования как на этапе производства, так и в различных областях применения.
К середине XX века в различных странах стало постепенно вводиться государственное регулирование использования искусственных пищевых красителей. Например, в конце 1940-х годов в США для пищевого применения, а также для близких областей применения стали применяться списки так называемых «красителей с гарантией», а использование всех прочих было запрещено. Для пищевых красителей из списка предъявлялись требования к максимальному содержанию мышьяка и свинца в тысячные доли процента, допускались лишь незначительные следы других тяжёлых металлов, а также было ограничено количество красителя на количество окрашиваемой пищи до 2 гран (примерно 125 мг) на фунт. Сами списки содержали 69 наименований красителей для аптекарских и косметических товаров, 29 красителей для медицинских целей (с ограничениями для введения в глаза) и список из 18 наименований, допустимых к использованию в пище. Этим же списком пользовались для выбора красителей детских игрушек и предметов, касающихся кожи. В эти 18 красителей входили:
- нафтоловый жёлтый S[англ.];
- калиевая соль нафтолового жёлтого S;
- жёлтый AB;
- жёлтый OB;
- тартразин;
- сансетовый жёлтый FCF;
- оранжевый I;
- оранжевый SS;
- пунцовый 3R;
- амарант;
- эритрозин;
- пунцовый SX;
- жировой красный XO;
- яркий синий FCF;
- индигокармин;
- гвинейский зелёный B;
- светло-зелёный SF желтоватый;
- зелёный прочный FCF.

К концу XX века в странах Запада в качестве пищевых использовалось порядка трёх—четырёх десятков различных видов синтетических красителей, однако в СССР для этих целей применялись в основном природные, использование синтетических было сильно ограничено. Из синтетических были разрешены индигокармин и тартразин для применения в напитках и других кондитерских изделиях.

## Современные пищевые красители
В настоящее время большинство используемых красителей — синтетические или с многими добавками.

## Природные пищевые красители
Натуральные красители обычно выделяют из природных источников в виде смеси различных по своей химической природе соединений, состав которой зависит от источника и технологии получения, в связи с чем обеспечить его постоянство часто бывает трудно. Среди натуральных красителей необходимо отметить каротиноиды (углеводороды из апренового ряда и их кислородсодержащие производные), антоцианы (природные фенольные соединения), флавоноиды, хлорофиллы (природные пигменты, придающие зелёную окраску). Они, как правило, не обладают токсичностью, но для некоторых из них установлены допустимые суточные дозы. Некоторые натуральные пищевые красители или их смеси и композиции обладают биологической активностью, повышают пищевую ценность окрашиваемого продукта. Сырьем для получения натуральных пищевых красителей являются различные части дикорастущих и культурных растений, отходы их переработки на винодельческих, сокодобывающих и консервных заводах, кроме этого, некоторые из них получают химическим или микробиологическим синтезом. Природные красители, в том числе и модифицированные, чувствительны к действию кислорода воздуха (например, каротиноиды), кислот и щелочей (например, антоцианы), температуры, могут подвергаться микробиологической порче.
Некоторые природные красители применяют при изготовлении фиточаёв (травяной чай), например: синий природный краситель можно получить из ежевики, черники, а желтый из цветков календулы и шелухи лука.